# Кадилък
Кадилък (на османски турски: قاضيلق; на турски: kadılık; на кримскотатарски: qadılıq) е съдебен район на османски съд.
Съдебната власт в кадилъка се осъществявала от кадия, а съдебното учреждение се казвало мехкеме. Османският съд бил компетентен и по всички административни и военни въпроса в казата. 